# Francine Lainé
Pour les articles homonymes, voir Lainé.
Francine Lainé, née le 20 juillet 1945 dans le 8e arrondissement de Paris et morte le 30 juin 2014 à Collias (Gard), est une comédienne française spécialisée dans le doublage. L'annonce de sa mort n'a été faite que le 19 avril 2016.

## Doublage (liste sélective)
Les dates de doublages sont approximatives.

### Cinéma

#### Films
- Dianne Wiest dans : 
  - Falling in Love (1984) : Isabelle
  - Portrait craché d'une famille modèle (1989) : Helen Buckman

- 1969 : Au service secret de Sa Majesté : Ruby Bartlett (Angela Scoular)
- 1969 : Casanova, un adolescent à Venise : Mariolina (Silvia Dionisio)
- 1970 : Waterloo : Sarah (Susan Wood)
- 1970 : Campus : une étudiante au micro (Julie Anne Robinson)
- 1971 : Les diamants sont éternels : Abondance Delaqueue (Lana Wood)
- 1971 : Priez les morts, tuez les vivants : Santa (Patrizia Adiutori)
- 1971 : Le Décaméron : Caterina (Elisabetta Genovese)
- 1972 : 3 Étoiles, 36 Chandelles : Chris Baxter (Kathleen Cody)
- 1972 : La Clinique en folie : Lammar (Eve Bruce)
- 1973 : American Graffiti : Wendy (Deby Celiz)
- 1973 : Breezy : Nancy Henderson (Shelley Morrison) et le rendez-vous nocturne de Harmon (Lynn Borden)
- 1974 : La Rançon de la peur : l'amie de Marta (Annie Edel)
- 1974 : Un colt pour une corde : Esther Spencer (Sian Barbara Allen)
- 1974 : Haute Tension : Michelle Parlay (Britt Ekland)
- 1975 : La Sanction : l'étudiante en art (Candice Rialson)
- 1975 : Rosebud : Joyce Donovan (Kim Cattrall)
- 1975 : Les Insectes de feu : Norma Tacker (Jamie Smith-Jackson)
- 1976 : Soudain... les monstres : Rita (Belinda Balaski)
- 1977 : L'Espion qui m'aimait : Major Anya Amasova (Barbara Bach)
- 1977 : Les Duellistes : Adèle (Cristina Raines) et la servante (Gay Hamilton)
- 1977 : L'Empire des fourmis géantes : Christine Graham (Brooke Palance) et Ginny (Janie Gavin)
- 1977 : Jamais je ne t'ai promis un jardin de roses : Deborah Blake (Kathleen Quinlan)
- 1978[3] : Zombie : Francine (Gaylen Ross)
- 1978 : Les Évadés de l'espace : Esmeralida (Etsuko Shihomi)
- 1978 : Le Grand Sommeil : Mona Grant (Diana Quick)
- 1978 : American College : Brunella (Eliza Roberts)
- 1978 : Le Couloir de la mort : Felicia Allen (Lynne Moody)
- 1979 : Brigade des anges : Terry Grant (Sylvie Anderson)
- 1979 : Violences sur la ville : Julia (Julia Pomeroy)
- 1980 : L'Empire contre-attaque : la femme contrôleuse[4] ( ? )
- 1982 : Poltergeist : Diane Freeling (JoBeth Williams)
- 1983 : Staying Alive : Laura (Finola Hughes)
- 1983 : Mister Mom : la fille de charcuterie (Patty Deutsch)
- 1984 : Les Griffes de la nuit : Marge Thompson (Ronee Blakley)
- 1986[5] : Armés pour répondre : Sara Roth (Lois Hamilton)
- 1989 : Time Stars : Anne Michaels (Babs Chula)
- 1993 : Cronos : Mercedes (Margarita Isabel)
- 1994 : Junior : Angela (Pamela Reed)
- 2004 : Les Vacances de la famille Johnson : Glorietta Johnson (Aloma Wright)

#### Films d'animation
- 1978 : Les Fabuleuses Aventures du légendaire baron de Münchhausen : Irena
- 1994 : Dragon Ball : Le Château du démon : Krillin
- 1996 :Sailor Moon : Les Fleurs maléfiques : Raya/ Sailor Mars

### Télévision

#### Séries télévisées
- 1965-1967[n 1] : Chapeau melon et bottes de cuir : Emma Peel (Diana Rigg) (2e voix)
- 1977-1978 : L'Âge de cristal : Jessica 6 (Heather Menzies)
- 1983-1986 : Fraggle Rock : Maggie (Karen Prell) (voix)
- 1986 : La Croisière s'amuse : Julie McCoy (Lauren Tewes) (2e voix)[6]
- 1996-2007 : Sept à la maison : Annie Camden (Catherine Hicks)
- 1997 : Beetleborgs : Horibelle (Claudine Barros) et Jara (Balinda English)
- 1997-1999 : Sunset Beach : Carmen Toress (Margarita Cordova)
- 2007 : Desperate Housewives : Maggie Gilroy (Peri Gilpin)

#### Séries télévisées d'animation
- 1976-1979[n 2] : Candy : Sœur Maria (voix principale) et Sœur Margarett
- 1978 : Il était une fois... l'Homme : Pierrette, petite Pierrette (épisodes 2 à 4 et 7)
- 1979 : Spider Woman : Jessika Drew / Spider Woman
- 1980 : Capitaine Caverne  : Brenda
- 1981 : Ulysse 31  : Sauria
- 1981 : Shazam : Mary Marvel
- 1983 : Arok le barbare : Séléna
- 1983 :  Super Durand : Marlène
- 1984 : Shazam! : Marie Batson
- 1985 : Cobra : Sandra (voix 1) et Miranda
- 1986 : Cosmocats : Félibelle, Willykit et Mandora
- 1987 : SOS Fantômes : Janine
- 1990 : Dragon Ball Z : Krilin (voix de remplacement)
- 1990-1992 : Sophie et Virginie : Catherine Dupuis
- 1992-1993 : La Famille Addams : Morticia Addams
- 1992-1997 : Sailor Moon : Raya / Sailor Mars (2e voix) et Frédérique/ Sailor Uranus
- 1992-1997 : X-Men : Malicia
- 1996-1999 : Kangoo : Vipéra
- 1997 : Princesse Sissi : l'archiduchesse Sophie
- 2000-2004 : Magical Dorémi : Bobosse/ Maggie Grigri, la mère de Dorémi et la reine de la magie